# Chanson balladée/Clerici vagantes
Chanson balladée/Clerici vagantes è un singolo del 1977 di Antonino Riccardo Luciani tratto dall'album Dal Medioevo al Rinascimento (1975) che comprende le musiche per la trasmissione RAI Almanacco del giorno dopo. Sebbene il titolo e le composizioni possano ricordare le chansons baladées di Guillaume de Machaut, i brani composti da Luciani sono due rondeaux in stile rinascimentale.

## Tracce
1. Chanson balladée (flauto a becco, spinetta, viola da gamba, tamburello) – 2:55
2. Clerici vagantes (cromorno, spinetta, viola da gamba, tamburo rinascimentale) – 2:57